# 58-я гвардейская танковая бригада
58-я отдельная гвардейская танковая Пражская Краснознамённая ордена Суворова бригада — танковая бригада Красной армии в годы Великой Отечественной войны.
Сокращённое наименование — 58 гв. отбр.

## Формирование и организация
26-я танковая бригада начала формироваться Директивой НКО № 725444 от 22.09.1941 г. Бригада сформирована по штатам № 010/75 — 010/83.
58-я гвардейская танковая бригада преобразована из 26-й танковой бригады на основании Приказа НКО № 284 от 19.09.1943 г. и Директивы ГШ КА № Орг/3/139628 от 23.09.1943 г.
Согласно приказу НКО № 0013 от 10 июня 1945 г. бригада переформирована в 58-й гвардейский танковый полк.

## Боевой и численный состав
19 сентября 1943 г. переформирована в гвардейскую по штатам № 010/270-010/277 от 31.07.1942:
Управление бригады [штат № 010/270]
270-й отд. танковый батальон [штат № 010/271]
282-й отд. танковый батальон [штат № 010/272]
Мотострелково-пулемётный батальон [штат № 010/273]
Истребительно-противотанковая батарея [штат № 010/274]
Рота управления [штат № 010/275]
Рота технического обеспечения [штат № 010/276]
Медико-санитарный взвод [штат № 010/277]
Рота ПТР (штат № 010/375)
Зенитно-пулемётная рота (штат № 010/451)
Директивой ГШ КА № 43189 от 23.12.1943 г. переведена на штаты № 010/500-010/506:
Управление бригады [штат № 010/500]
1-й отд. танковый батальон [штат № 010/501] до 04.06.1944 — 270-й отд. танковый батальон
2-й отд. танковый батальон [штат № 010/501] до 04.06.1944 — 282-й отд. танковый батальон
3-й отд. танковый батальон [штат № 010/501]
Моторизованный батальон автоматчиков [штат № 010/502]
Зенитно-пулемётная рота [штат № 010/503]
Рота управления [штат № 010/504]
Рота технического обеспечения [штат № 010/505]
Медсанвзвод [штат № 010/506]

## Подчинение
Периоды вхождения в состав Действующей армии:
- с 19.09.1943 по 28.11.1943
- с 10.05.1944 по 09.05.1945

| Дата            | Фронт (округ)         | Армия              | Корпус                        | Дивизия | Бригада | Примечания |
| --------------- | --------------------- | ------------------ | ----------------------------- | ------- | ------- | ---------- |
| 01.11.1943 года | 1-й Украинский фронт  | 40-я Армия         | 8 гвардейский танковый корпус |         |         |            |
| 01.12.1943 года | РВГК                  | -                  | 8 гвардейский танковый корпус |         |         |            |
| 01.01.1944 года | РВГК                  | -                  | 8 гвардейский танковый корпус |         |         |            |
| 01.02.1944 года | РВГК                  | -                  | 8 гвардейский танковый корпус |         |         |            |
| 01.03.1944 года | РВГК                  | -                  | 8 гвардейский танковый корпус |         |         |            |
| 01.04.1944 года | РВГК                  | -                  | 8 гвардейский танковый корпус |         |         |            |
| 01.05.1944 года | КВО                   | -                  | 8 гвардейский танковый корпус |         |         |            |
| 01.06.1944 года | 1-й Белорусский фронт | -                  | 8 гвардейский танковый корпус |         |         |            |
| 01.07.1944 года | 1-й Белорусский фронт | -                  | 8 гвардейский танковый корпус |         |         |            |
| 01.08.1944 года | 1-й Белорусский фронт | 2-я танковая Армия | 8 гвардейский танковый корпус |         |         |            |
| 01.09.1944 года | 1-й Белорусский фронт | -                  | 8 гвардейский танковый корпус |         |         |            |
| 01.10.1944 года | 1-й Белорусский фронт | 47-я Армия         | 8 гвардейский танковый корпус |         |         |            |
| 01.11.1944 года | 1-й Белорусский фронт | 65-я Армия         | 8 гвардейский танковый корпус |         |         |            |
| 01.12.1944 года | 2-й Белорусский фронт | -                  | 8 гвардейский танковый корпус |         |         |            |
| 01.01.1945 года | 2-й Белорусский фронт | -                  | 8 гвардейский танковый корпус |         |         |            |
| 01.02.1945 года | 2-й Белорусский фронт | -                  | 8 гвардейский танковый корпус |         |         |            |
| 01.03.1945 года | 2-й Белорусский фронт | -                  | 8 гвардейский танковый корпус |         |         |            |
| 01.04.1945 года | 2-й Белорусский фронт | 2-я Ударная Армия  | 8 гвардейский танковый корпус |         |         |            |
| 01.05.1945 года | 2-й Белорусский фронт | -                  | 8 гвардейский танковый корпус |         |         |            |

## Командиры

### Командиры бригады
Пискарев Пётр Васильевич, полковник, 19.09.1943 — 25.08.1944 года.
Ноземцев Александр Гаврилович, подполковник
Сомов Андрей Александрович, полковник, 25.09.1944 — 10.06.1945 года

### Начальники штаба бригады
Лукин Фёдор Яковлевич, майор,00.09.1943 — 09.01.1944 года.
Горшенев Василий Иванович, майор, 09.01.1944 — 10.06.1945 года

### Заместитель командира бригады по строевой части
Ноземцев Александр Гаврилович, подполковник, на 08.1944 года..

### Начальник политотдела, заместитель командира по политической части
Гейлер Муня Хаскелевич, подполковник, 26.07.1943 — 17.08.1945

## Отличившиеся воины
| Награда | Ф. И. О.                       | Должность                                              | Звание                  | Дата награждения | Примечания |
| ------- | ------------------------------ | ------------------------------------------------------ | ----------------------- | ---------------- | ---------- |
|         | Затынайченко, Иван Иванович    | командир роты танков Т-34                              | гвардии                 | 24.03.1945 г.    |            |
|         | Афанасьев, Алексей Николаевич  | командир танка М4-А2                                   | гвардии                 | 22.08.1944 г.    |            |
|         | Яковенко, Александр Свиридович | механик-водитель танка 58 гвардейской танковой бригады | гвардии младший сержант | 22.08.1944 г.    |            |

## Награды и наименования
| Награда, наименование            | Документ о награждении                | За что получена |
| -------------------------------- | ------------------------------------- | --- |
| Почётное звание «Гвардейская»    |                                       | Присвоено приказом Народного комиссара обороны СССР № 284 от 19 сентября 1943 года при преобразовании                                                            |
| Орден Красного Знамени           | Указ Президиума ВС СССР от 09.08.1944 | За образцовое выполнение заданий командования в боях с немецкими захватчиками, за овладение городом Люблин и проявленные при этом доблесть и мужество            |
| Почётное наименование «Пражская» | Приказ ВГК № 350 от 31.10.1944        | |
| Орден Суворова II степени        | Указ Президиума ВС СССР от 26.04.1945 | За образцовое выполнение заданий командования в боях с немецкими захватчиками при овладении городами Гнев и Старогард и проявленные при этом доблесть и мужество |